# قفزة فييت
قفزة فييت (أو بالإنجليزية: Vieta jumping) في نظرية الأعداد، هي شكل من أشكال الاستدلال. غالبًا ما تستخدم هذه التقنية في مسألة تعطى فيها علاقة بين عددين صحيحين موجبين، والمطلوب إثبات خاصية ما حول حلول المسألة.

## التاريخ
تعتبر قفزة فييت تقنية حديثة نسبيًا في حل المسائل في الأولمبياد الدولي للرياضيات، فأول مسألة أولمبية استُخدم لحلها تقنية قفزة فييت تم اقتراحها في عام 1988 في الأولمبياد الدولي للرياضيات واعتبرت هذه المسألة ولفترة طويلة أصعب مسألة في تاريخ المسابقة. كتب آرثر إنجل عن صعوبة المسألة: "لم يتمكن أي من الأعضاء الستة في اللجنة الأسترالية من حلها. كان اثنان من الأعضاء هما جورج زيكيريس وزوجته، وكلاهما مشهوران بحل المسائل ووضعها. نظرًا لأن هذه كانت مسألة في نظرية الأعداد، فقد تم إرسالها إلى منظري الاعداد الأستراليين الأربعة الأكثر شهرة. طُلب منهم العمل عليها لمدة ست ساعات. لم يستطع أي منهم حلها في هذا الوقت. قدمتها لجنة واضعي المسائل إلى هيئة الاولمبياد الدولية للرياضيات مع الإشارة إليها بنجمة، مما يعني أن المسألة ربما تكون صعبة للغاية ليتم وضعها في المسابقة. لكن المفاجأة أن أحد عشر طالبًا قدموا حلولًا مثالية لها. "من بين الطلاب الأحد عشر (من بين 300) الذين حصلوا على العلامة الكاملة لحل هذه المسألة، نذكر Ngô Bảo Châu، الذي حصل لاحقا على ميدالية فيلدز، وRavi Vakil، أستاذ الرياضيات بجامعة ستانفورد، وZvezdelina Stankova، الأستاذة في كلية ميلز، وNicușor Dan، الرياضياتي الذي أصبح سياسيا رومانيا. من ناحية أخرى، على الرغم من فوز تيرينس تاو بالميدالية الذهبية في هذا الأولمبياد، إلا أنه فشل في حل هذه المسألة بالذات.

## التقنية
تقنية فييت هي في جوهرها برهان بالخلف أو تحديدا هي نزول غير منته وتتكون من ثلاث خطوات.
1. نفترض بالخلف وجود حلول للعلاقة المعطاة والتي لا تحقق الخاصية التي نريد اثباتها.
2. نأخذ حلا (A, B) من أجله يكون A + B دنويا. يتم بعد ذلك ترتيب المعادلة الى معادلة من الدرجة الثانية أحد جذورها هو A، ثم يتم بعدها استعمال صيغ فييت لايجاد الجذر الآخر للمعادلة.
3.نبين بعد ذلك ان الجذر الاخر يعطي حلا اصغر للعلاقة، وهذا يتناقض مع دنوية الحل (A, B). ومنه لا يوجد حل لا يحقق الخاصية.